# Новінкі (Лодзинське воєводство)
Новінкі (пол. Nowinki) — село в Польщі, у гміні Ренчно Пйотрковського повіту Лодзинського воєводства.
Населення — 151 особа (2011).
У 1975-1998 роках село належало до Пйотрковського воєводства.

## Демографія
Демографічна структура станом на 31 березня 2011 року:
|          | Загалом | Допрацездатний вік | Працездатний вік | Постпрацездатний вік |
| -------- | ------- | ------------------ | ---------------- | -------------------- |
| Чоловіки | 79      | 14                 | 55               | 10                   |
| Жінки    | 72      | 11                 | 44               | 17                   |
| Разом    | 151     | 25                 | 99               | 27                   |